# Horacio Rodríguez Larreta (procurador)
Horacio Rodríguez Larreta (Buenos Aires, Argentina, 6 de junio de 1871 - Buenos Aires, 1 de junio de 1935) fue un abogado, juez y procurador general de la Nación de Argentina.

## Carrera judicial

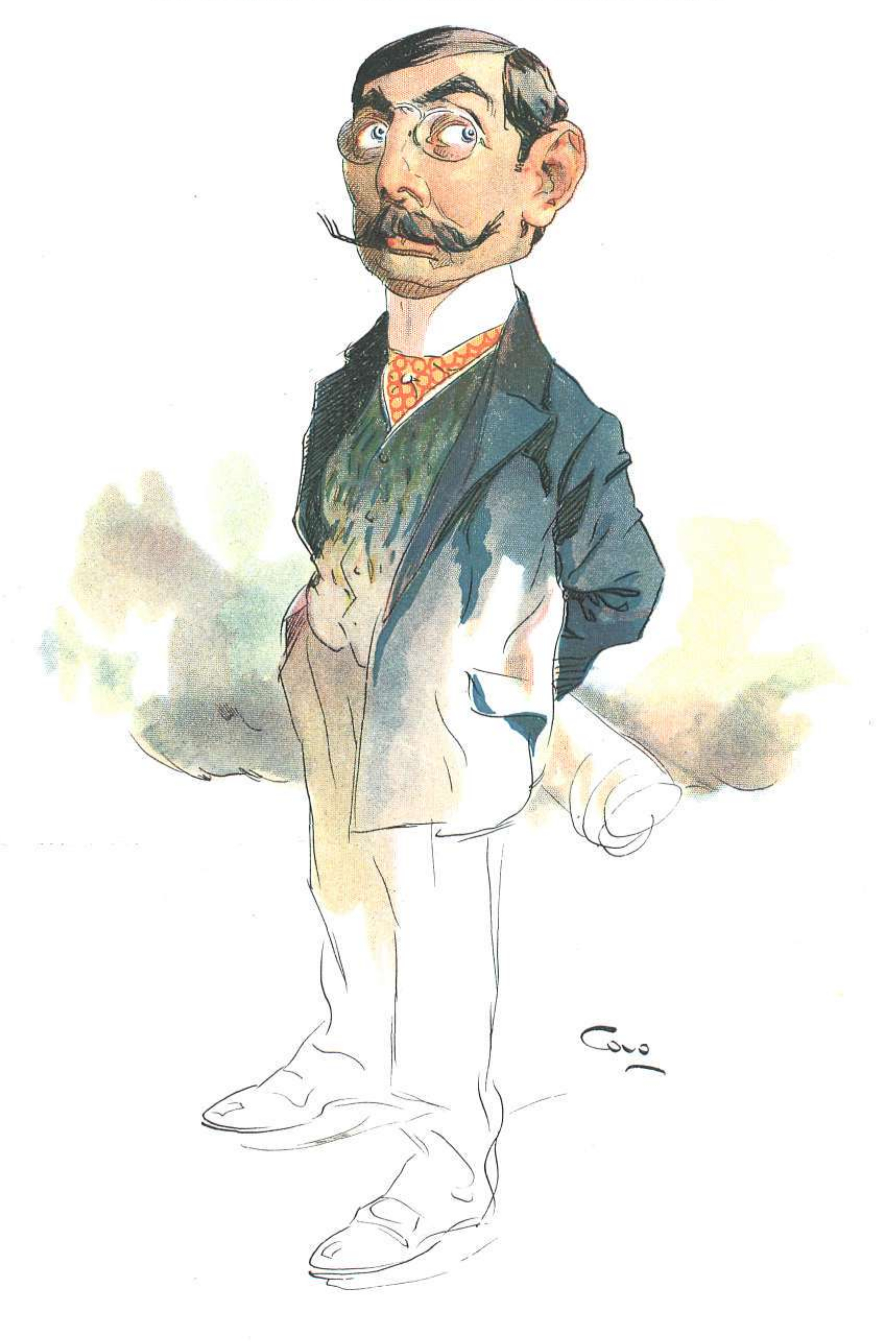
Retratado por Cao en la revista Caras y Caretas (1911)

Pertenecía a una familia pudiente y se recibió de abogado en la Universidad de Buenos Aires en 1898 con una tesis sobre La reforma constitucional que fue publicada al año siguiente. Ingresó en la administración de justicia y en 1908 era juez federal en la ciudad de Buenos Aires. En 1911 ascendió a fiscal de la Cámara de Apelaciones y en esas funciones en ocasiones tuvo que dictaminar como sustituto del procurador general. En 1912 fue comisionado como interventor federal en la provincia de Salta. El 27 de septiembre de 1923 fue nombrado por el presidente Marcelo Torcuato de Alvear procurador general de la Nación, cargo que ejerció hasta su fallecimiento ocurrido en Buenos Aires el 1 de junio de 1936 luego de una larga enfermedad.
A nivel histórico es recordado porque el 10 de septiembre de 1930, junto a los integrantes de la Corte Suprema José Figueroa Alcorta, Roberto Repetto, Ricardo Guido Lavalle y Antonio Sagarna, avaló el Golpe de Estado de José Félix Uriburu que derrocó al Presidente radical Hipólito Yrigoyen.
Fue hermano del Canciller Carlos Rodríguez Larreta y es tío bisabuelo del político y ex Jefe de Gobierno de la Ciudad Autónoma de Buenos Aires, su homónimo Horacio Rodríguez Larreta.

## Fragmentos de sus dictámenes como procurador general de la Nación
"...debo manifestar que efectivamente los artículos 14 y 17 de la Constitución Nacional consagran, entre otros derechos y garantías, el uso y disposición, así como la inviolabilidad de la propiedad. Pero, cabe también significar que dentro de nuestra Constitución no existen derechos absolutos, en la acepción lata del término. Todos los derechos individuales reconocidos y consagrados por la Constitución Nacional están sujetos a las limitaciones o modificaciones que los derechos de la sociedad imponen, es decir, a un poder de reglamentación con fines de conveniencia social y seguridad común, como que el bienestar y prosperidad general es precisamente uno de los primordiales objetivos de todo estatuto constitucional y particularmente del nuestro, según reza con toda claridad su propio preámbulo."  Fragmento del fallo Ercolano contra Lanteri Renshaw, publicado en el año 1922.